# Neumann Károly (közgazdász)
Gárdonyi Neumann Károly Lipót (Pest, 1865. március 18. – Budapest, Terézváros, 1952. április 15.) magyar jogász, közgazdász, egyetemi tanár, az MTA tagja.

## Élete
Neumann Frigyes (1840–1906) nagykereskedő, földbirtokos és Neumann Lujza fia. Középiskoláit szülővárosában végezte, majd a Budapesti Tudományegyetemen és Berlini Egyetemen tanult. 1887 és 1917 között a közmunka- és közlekedésügyi, majd a kereskedelemügyi minisztérium vasúti, bel- és külkereskedelmi osztályain teljesített szolgálatot. 1910-ben miniszteri tanácsosi kinevezést kapott. 1914-től államtitkári hatáskörrel irányította a vasútügyeket. Emellett a keleti Kereskedelmi Akadémián a kereskedelmi és váltójog tanára volt. 1922-től a budapesti Pázmány Péter Tudományegyetem Közgazdaságtudományi karán tanított, majd 1924-től a Műegyetemen a Közgazdaságtudományi kar tiszteletbeli nyilvános rendes tanára lett. Tagja volt az Országos Közlekedési Bizottságnak. Számos cikket írt közlekedési és közgazdasági témában magyar, illetve német nyelvű lapokba.

## Családja
Házastársa Leipziger Ilona (1872–?) volt, Leipziger Vilmos szeszgyáros és Deutsch Jenny lánya, akit 1892. április 4-én Budapesten vett nőül.
Gyermekei
- gárdonyi Neumann Lily (1893–1916).[7]
- gárdonyi Neumann Olga (1895–1942).[8] Férje báró Kornfeld Pál (1884–1958) bankigazgató volt, Kornfeld Zsigmond fia.[9]

## Főbb művei
- A francia iparkamara vitája az elsőszülöttségi jogról és helyettesítésről 1825-ben (Budapest, 1889)
- A határidő üzlet perelhetőségének kérdéséhez (Budapest, 1889)
- A berni egyezmény és az új vasúti üzletszabályzat (Budapest, 1893)
- A közigazgatási bíráskodásról szóló törvényjavaslat (Budapest, 1895)
- Vámtarifa és vasúti díjszabás (Budapest, 1918)
- Az új berni egyezmény (Budapest, 1928)
- Közlekedési politika (Budapest, 1931)
- Vasúti fuvarozási jog (Budapest, 1932)
- A közlekedés problémái (Budapest, 1938)